# Онофраш, Мариус
Мариус Онофраш (рум. Marius Onofraș; род. 17 августа 1980, Яссы) — румынский футболист, в настоящее время руководитель команды Чемпионата Румынии по футболу «Политехника Яссы». Большую часть своей карьеры провёл в Чемпионате Румынии, в основном выступая на позиции нападающего или вингера.

## Карьера
Мариус Онофраш начал свою молодежную карьеру в команде из своего родного города «Политехника Яссы», а в 1998 году дебютировал в основной команде. В 2000 году, желая выступать в Чемпионате Румынии, он перебрался в  «Брашов». В 2004 году Мариус вернулся в  «Политехнику», которая на тот момент уже выступала в Чемпионате Румынии. Благодаря своему неплохому выступлению, он помог команде не вылететь из чемпионата.

### «Униря» Урзичени
Будучи замеченным менеджером «Униря» Урзичени Даном Петреску, он был куплен вместе с партнером по команде Валериу Бордяну. Вместе с командой он выиграл Чемпионат Румынии в сезоне 2008/09, а в розыгрыше Лиги Чемпионов сезона 2009/10 он забил гол в ничейном матче группового этапа против «Рейнджерс».

### «Стяуа» Бухарест
В августе 2010 года Онофраш перешёл в «Стяуа» Бухарест. Свой первый гол Онофраш забил за фарм-клуб, выступающий во Второй Лиге Румынии, 6 ноября 2010 года в матче против «Снагов» (4:2). Впервые за основной состав он смог отличиться лишь 1 мая 2011 года в матче против «Глории».
Летом 2011 года Мариус Онофраш перешёл в азербайджанский «Хазар-Ленкорань». За клуб он провёл всего два матча (оба в рамках второго квалификационного раунда Лиги Европы УЕФА сезона 2011/12). Поле этого Онофраш покинул команду.

### «Политехника» Яссы
В августе 2011 года Мариус перешёл в клуб, в котором он начинал свою карьеру — «Политехника» Яссы. 3 сентября он забил свой первый, и в то же время победный гол после возвращения в ворота «Глории», который принёс его команде 3 очка.

### «Дачия Униря» Брэила
В августе 2014 года Онофраш перешёл в клуб «Дачия Униря». Мариус забил впервые за новый клуб 18 октября в матче против «Дорохоя», отличившись по ходу матча дважды.

## Достижения

#### «Униря» Урзичени
- Чемпионат Румынии по футболу 2008/09

#### «Стяуа» Бухарест
- Кубок Румынии 2010/11

#### «Политехника» Яссы
- Вторая лига Румынии 2011/12